# Contro Marcione
Contro Marcione (latino: Adversus Marcionem) è un trattato polemico antimarcionita scritto da Tertulliano nel primo decennio del III secolo. Il trattato è diviso in cinque libri e può essere considerato come una delle opere più importanti della produzione letteraria tertullianea. L'ultima redazione dell'opera, quella a noi pervenuta, può essere datata tra il 207 e il 208 (datazione forse relativa solamente alla stesura del primo libro del trattato e non a tutti e cinque), mentre la prima redazione, ora perduta, può essere collocata intorno al 205.

## Contesto
L'opera in questione risale al periodo in cui Tertulliano, dopo l'iniziale esperienza di conversione al cristianesimo (periodo iniziato appunto con la conversione, avvenuta nel 197), iniziò ad avvicinarsi alla dottrina montanista (intorno al 203/207 circa), che inevitabilmente influenzò la sua produzione letteraria, incentrata inizialmente sula lotta apologetica in difesa dalla "Grande Chiesa" (da cui iniziò a distaccarsi proprio nel periodo montanista, non volendo comunque rompere apertamente con essa), minacciata dalle eresie e dalle accuse mosse verso di essa da parte pagana e giudaica.
Tertulliano citò Marcione già nel suo trattato "De praescriptiones haereticorum", dove quest'ultimo appare come uno tra i più pericolosi eretici del tempo. Il Contro Marcione risulta essere oggi una autorevole fonte per la ricostruzione della dottrina marcionita che, come in casi analoghi che riguardano eretici del tempo, è stata tramandata e poi ricostruita a partire dalle citazioni contenute nelle opere dei Padri della Chiesa.
Questo trattato può essere ragionevolmente ritenuto come strettamente collegato ad un'altra opera di Tertulliano, ossia l'Adversus Iudaeos (Contro i Giudei), che mostra assai sospette somiglianze con il terzo libro del trattato Contro Marcione, tanto da far pensare che di quest'ultimo si fosse servito un anonimo redattore per completare la seconda parte del trattato Contro i Giudei, non attribuita a Tertulliano stesso.

## Contenuto
Genericamente, il contenuto del trattato è costituito per tre quarti dall’esegesi delle sacre scritture, come il Vangelo secondo Luca (che Marcione non attribuiva direttamente a Luca evangelista, ma bensì direttamente all’insegnamento di Gesù) e le Lettere di San Paolo. All'interno del primo e il secondo libro Tertulliano si occupa di confutare la dottrina di Marcione, partendo dalla concezione dualistica di Dio che quest'ultimo avanzava. Il terzo libro presenta elementi della cristologia tertullianea, opposta a quella marcionita, oltre che una polemica contro il giudaismo, e si occupa di dimostrare che il Messia profetizzato dalle scritture dell'Antico Testamento era quello dei Vangeli (ossia Gesù). All'interno del quarto e del quinto libro del trattato viene ribadito, attraverso l'esegesi delle scrittute, che non esiste alcuna contraddizione dottrinale tra l’insegnamento del Vangelo secondo Luca, quello delle Lettere paoline e l'insegnamento dell’Antico Testamento, in opposizione a quanto sosteneva Marcione.